# Ilse Knapitsch
Ilse Knapitsch-Jaksche  (* 3. April 1899 in Ljubljana; † 30. Januar 1979 in Wien) war eine Rechtsanwältin und Frauenrechtlerin. Sie war die erste Frau, die an der Juridischen Fakultät der Universität Graz promovierte.

## Leben

### Erste Republik
Ilse Knapitsch-Jaksche kam als Tochter von Hans und Anna Maria Jaksche zur Welt, der Vater war Hofrat. Die Eltern lebten bis Anfang der 1940er-Jahre in Graz.
Knapitsch-Jaksche studierte Rechtswissenschaft an der Universität Graz und promovierte dort als erste Frau an der Juridischen Fakultät. In den Jahren 1926 und 1927 war sie Schriftleiterin der Akademischen Frauenblätter, des Organs des „Deutschen Verbandes Akademischer Frauenvereine“. 1931 wurde sie als erste Frau in die Rechtsanwaltsliste der Steiermärkischen Kammer eingetragen und war damit auch die erste österreichische Rechtsanwältin außerhalb Wiens.
Im selben Jahr heiratete sie jedoch Siegfrid Knapitsch in Wien, der mit ihr Geburtsort und Beruf gemeinsam hatte. Sie zog nach Wien, wo das Ehepaar wohnte und eine gemeinsame Kanzlei betrieb. Von 1934 bis 1938 war sie Vorsitzende des Verbandes der Akademikerinnen Österreichs. 1935 erschien ihr Buch Die Absatzschwankungen im Einzelhandel.

### Nationalsozialismus
1938 wurden sowohl Ilse als auch Siegfried Knapitsch auf Grund der „Dritten Verordnung über Angelegenheiten der Rechtsanwälte, Rechtsanwaltsanwärter und Verteidiger in Strafsachen in Österreich“ aus der Anwaltsliste gelöscht. Diese Verordnung sah nicht nur die Löschung der Menschen mit jüdischer Abstammung vor, sondern auch die politischer Gegner des Nationalsozialismus. Im Februar 1939 erfolgte jedoch der Widerruf der Löschung Ilse Knapitsch-Jaksches durch das Reichsjustizministerium, wohingegen die Löschung ihres Ehemannes während der gesamten NS-Zeit aufrechterhalten blieb. Siegfried Knapitsch, der an der Errichtung der Siedlung Küniglberg beteiligt gewesen war, ein Musterweingut in Sooss ob Vöslau besaß und bereits seit 1916 schriftstellerisch tätig war, konnte allerdings weiterhin publizieren. Seine Wiedereintragung in die Wiener Rechtanwaltsliste erfolgte 1947. 
Ilse Knapitsch-Jaksche gehörte dem Wiener Soroptimist Club an, einer in den 1920er-Jahren gegründeten internationalen Vereinigung berufstätiger Frauen, bei der auch Marianne Beth Mitglied war. 1938 wurde der Club aufgelöst, nachdem behördlicherseits bereits überprüft wurde, „ob es sich bei dem Club um eine homosexuelle Angelegenheit handelt“, weil die „Mitglieder nur Frauen sind“, und der Club sich u. a. laut Statut zum Ziel setzte, „schwesterliches Empfinden zu verbreiten“. Zahlreiche Clubmitglieder mussten flüchten. Die Mathematikerin Dr. Hedwig Wahle lebte mit ihrem Mann als rassisch Verfolgte drei Jahre in Wien im Untergrund. Sie wurde unter anderem von Ilse Knapitsch-Jaksche unterstützt.

### Zweite Republik
1945 beantragte Knapitsch-Jaksche die Reaktivierung des Soroptimist Clubs und meldete Forderungen an das Deutsche Reich auf Rückerstattung des Vereinsvermögens an. In der Nachkriegszeit regte sie gemeinsam mit der Physikerin Berta Karlik und der Medizinerin Lore Antoine die Neugründung des Verbandes der Akademikerinnen Österreichs an.
Nach dem Tod ihres Ehemannes 1962 führte Ilse Knapitsch-Jaksche die Kanzlei noch zwei Jahre weiter.

## Werke
- Ilse Jaksche: Akademische Frauenblätter, 1926–1927.
- Ilse Knapitsch-Jaksche: Die Absatzschwankungen im Einzelhandel, 1935.